# Parlami di me
Parlami di me è stato uno spettacolo teatral-musicale andato in scena nelle stagioni 2006-2007 e 2007-2008. La prima nazionale è avvenuta il 27 febbraio 2007 al Teatro Sistina di Roma, ed il cast artistico era composto da Christian De Sica, Paolo Conticini, Laura Di Mauro, con l'orchestra diretta dal maestro Marco Tiso; lo spettacolo ha riscosso successo di pubblico e di critica. Un tributo affettuoso al padre di Christian, Vittorio De Sica, è il fulcro dello spettacolo.

## Adattamento
Il figlio di Christian, Brando, ne ha realizzato la versione cinematografica, presentata in anteprima al Festival internazionale del film di Roma 2008.

## Riconoscimenti
Premio Flaiano per il teatro
– Miglior interprete a Christian De Sica